# Inmigración en Guatemala
La Inmigración en Guatemala se refiere al flujo de inmigrantes hacia esa nación centroamericana a partir de la fundación de la República de Guatemala el 21 de marzo de 1847. Originalmente, la inmigración era mayoritariamente española e inglesa, pues eran pocos los que se aventuraban en el territorio debido a lo inseguro del mismo por las constantes guerras entre Guatemala y sus vecinos, principalmente El Salvador, Honduras y el Estado de Los Altos.  Los ingleses, que se asentaron en la Honduras Británica -luego llamada Belice- y desde allí iniciaron un agresivo programa de comercialización y contrabando con Guatemala y el resto del Istmo.  Posteriormente, atraídos por la posibilidad de construir un canal interoceánico en el istmo llegó una colonia belga que se estableció en la región del Lago de Izabal, pero lo inhóspito de la región acabó con el asentamiento belga en menos de diez años. Los ingleses se aliaron con el gobierno conservador de Rafael Carrera, que duró de 1840 a 1865 y durante ese tiempo se convirtieron en los principales socios financieros, comerciales y militares del país.
Los primeros comerciantes extranjeros que llegaron a Guatemala procedentes de Belice fueron C.F.R Klee (nacido en Alemania), William Hall, George Skinner, Charles Meany y Marshal Bennett, quienes representaban a los intereses comerciales de bancos y empresas británicas que comerciaban productos ingleses a cambio de añil.
Tras la muerte de Carrera en 1865 y luego de la caída de los conservadores en 1871, la Reforma Liberal de Miguel García Granados y Justo Rufino Barrios impulsó numerosos cambios en la política y economía del país.  Los liberales modificaron la estructura de la tenencia de la tierra en el país y crearon un reglamento de jornaleros que obligó a la población indígena a trabajar para las grandes fincas de café, nuevo producto principal del país y que requería de grandes cantidades de mano de obra para su producción.  Asimismo, abrieron la puerta a inversionistas extranjeros, principalmente alemanes, quienes se establecieron en la región de Alta Verapaz y formaron prósperas comunidades dedicadas al cultivo del café.[cita requerida].  El fomento de la industria fue gracias a la ley de inmigración emitida en 1878, con el fin de atraer capital extranjero e invertir en la nueva industria manufacturera,  sin embargo esta ley fue un fracaso debido a que la mayoría de los 7,570 extranjeros residentes de la época,  solamente 1,880 ejercían activamente en la actividad de manufactura, mientras otro buen porcentaje se dedicaba al comercio de importación, lo que afectaba de cierta manera la productividad del país.  
A finales del siglo xix colonos italianos también llegaron al país, huyendo de las condiciones de vida que produjo la revolución industrial en Italia. Por esa época, la estructura social de Guatemala estaba ya bien definida en tres grupos: criollos -descendientes de españoles y propietarios de la gran mayoría de la tierra cultivable del país-, clases medias formadas por mestizos de escasa educación, y los mozos indígenas. Los inmigrantes europeos poco a poco lograron incorporarse entre los criollos de forma que para principios del siglo xx la mayoría de familias criollas estaba emparentada con europeos no-españoles.  En 1898, tras la victoria de los Estados Unidos sobre España que propició la independencia de Cuba y el traspaso de Puerto Rico a los estadounidenses, se hizo evidente que la nación norteamericana iba a necesitar un canal interoceánico en el istmo centroamericano, y Nicaragua, Costa Rica y Colombia (a la que pertenecía Panamá en ese tiempo) empezaron a promocionar las ventajas de sus respectivos países. Al final, los Estados Unidos decidieron construir el canal en Colombia, pero cuando hubo tropiezos en las negociaciones con el gobierno de ese país, decidieron apoyar la independencia de Panamá y de paso, obtuvieron más facilidades del nuevo gobierno en 1903.
Ante el nuevo estado de cosas, y por la deuda externa que le dejara su antecesor, José María Reyna Barrios, el presidente guatemalteco Manuel Estrada Cabrera se alejó de la política del gobierno mexicano del general Porfirio Díaz y abrió sus puertas a la inversión norteamericana en Guatemala. De esa cuenta se hicieron concesiones a la United Fruit Company para plantaciones de banano en el área de Izabal, lo que dio lugar a la formación de un asentamiento estadounidense en la región; y a la International Railways of Central America -subsidiaria de la empresa frutera- para construir un ferrocarril que comunicara a la Ciudad de Guatemala con los dos océanos.  Esto también incrementó la presencia estadounidense en la política guatemalteca y su influencia en la selección de los gobernantes.
Tras las derrotas alemanas en la Primera y Segunda Guerra Mundial, el gobierno expropió de sus bienes a los alemanes de las Verapaces, al mismo tiempo que muchos de ellos tuvieron que abandonar el país. Tras la Segunda Guerra Mundial, y luego de la derrota de Benito Mussolini, muchos italianos llegaron a Guatemala y poco a poco fueron estableciendo una colonia junto con los italianos que habían llegado en el siglo xix. Para 1949, tras el final de la guerra civil china, el bando vencedor -el partido comunista de Mao Zedong- proclamó la República Popular China en Pekín, y el derrotado régimen de la República de China, dominado por el Partido Nacionalista Chino o Kuomintang de Chang Kai Chek encontró refugio en la isla de Taiwán; ese mismo año se incrementó la inmigración china en Guatemala.
Debido a los movimientos revolucionarios de la década de 1970 y la década de 1980 en El Salvador y Nicaragua el flujo de centroamericanos hacia Guatemala se hizo mayor, aunque muchos de los migrantes iban de paso, pues su destino final eran los Estados Unidos ya que Guatemala en esas décadas no era un destino atractivo debido a que la guerra civil del país entró en su período más álgido.
En el siglo xxi la inmigración es dominada por países centroamericanos, aunque hay también comunidades de Estados Unidos, México y Corea del Sur, atraídos por el clima y las oportunidades de negocio que se les otorga en el país. Existen también pequeñas comunidades de otros países, como la República Popular China, Líbano, Siria, Israel, Vietnam, India y Pakistán que se dedican principalmente al comercio.

## Inmigración en Guatemala a nivel Continental
| Países de América Latina según la cantidad de Inmigrantes con Residencia Permanente en 2017               | Países de América Latina según la cantidad de Inmigrantes con Residencia Permanente en 2017 | Países de América Latina según la cantidad de Inmigrantes con Residencia Permanente en 2017 | Países de América Latina según la cantidad de Inmigrantes con Residencia Permanente en 2017 | Países de América Latina según la cantidad de Inmigrantes con Residencia Permanente en 2017 |
| N° | País                                                                                        | Inmigrantes                                                                                 | % de su Población                                                                           | Referencia                                                                                  |
| --- | ------------------------------------------------------------------------------------------- | ------------------------------------------------------------------------------------------- | ------------------------------------------------------------------------------------------- | ------------------------------------------------------------------------------------------- |
| 1° | Argentina                                                                                   | 2.164.524 inmigrantes                                                                       | 4,96 %                                                                                      | [ 10 ]                                                                                      |
| 2° | Venezuela                                                                                   | 1.726.336 inmigrantes                                                                       | 4,52 %                                                                                      | [ 11 ]                                                                                      |
| 3° | Perú                                                                                        | 1.683.396 inmigrantes                                                                       | 0,30 %                                                                                      | [ 12 ]                                                                                      |
| 4° | México                                                                                      | 1.224.169 inmigrantes                                                                       | 0,96 %                                                                                      | [ 13 ]                                                                                      |
| 5° | Brasil                                                                                      | 735.557 inmigrantes                                                                         | 0,36 %                                                                                      | [ 14 ]                                                                                      |
| 6° | Chile                                                                                       | 488.571 inmigrantes                                                                         | 2,69 %                                                                                      | [ 15 ]                                                                                      |
| 7° | República Dominicana                                                                        | 424.964 inmigrantes                                                                         | 4,22 %                                                                                      | [ 16 ]                                                                                      |
| 8° | Costa Rica                                                                                  | 414.214 inmigrantes                                                                         | 8,44 %                                                                                      | [ 17 ]                                                                                      |
| 9° | Ecuador                                                                                     | 399.068 inmigrantes                                                                         | 2,41 %                                                                                      | [ 18 ]                                                                                      |
| 10° | Panamá                                                                                      | 190.728 inmigrantes                                                                         | 4,65 %                                                                                      | [ 19 ]                                                                                      |
| 11° | Paraguay                                                                                    | 160.519 inmigrantes                                                                         | 2,39 %                                                                                      | [ 20 ]                                                                                      |
| 12° | Bolivia                                                                                     | 148.837 inmigrantes                                                                         | 1,37 %                                                                                      | [ 21 ]                                                                                      |
| 13° | Colombia                                                                                    | 142.319 inmigrantes                                                                         | 0,29 %                                                                                      | [ 22 ]                                                                                      |
| 14° | Guatemala                                                                                   | 81.528 inmigrantes                                                                          | 0,49 %                                                                                      | [ 23 ]                                                                                      |
| 15° | Uruguay                                                                                     | 79.586 inmigrantes                                                                          | 2,31 %                                                                                      | [ 24 ]                                                                                      |
| 16° | Trinidad y Tobago                                                                           | 50.214 inmigrantes                                                                          | 3,68 %                                                                                      | [ 25 ]                                                                                      |
| 17° | El Salvador                                                                                 | 42.323 inmigrantes                                                                          | 0,67 %                                                                                      | [ 26 ]                                                                                      |
| 18° | Nicaragua                                                                                   | 41.159 inmigrantes                                                                          | 0,67 %                                                                                      | [ 27 ]                                                                                      |
| 19° | Haití                                                                                       | 40.533 inmigrantes                                                                          | 0,37 %                                                                                      | [ 28 ]                                                                                      |
| 20° | Honduras                                                                                    | 38.700 inmigrantes                                                                          | 0,42 %                                                                                      | [ 29 ]                                                                                      |
| 21° | Cuba                                                                                        | 13.136 inmigrantes                                                                          | 0,11 %                                                                                      | [ 30 ]                                                                                      |
| Fuente: Datos de la Organización de las Naciones Unidas (ONU) sobre la Inmigración a Nivel Mundial (2018) |                                                                                             |                                                                                             |                                                                                             |                                                                                             |

## Antes de la creación de la República
Los primeros extranjeros que llegaron al actual territorio guatemalteco fueron los mexicanos de Tenochtitlán que conquistarion bastos territorios mayas de los cuales se expresen los topónimos de muchos pueblos y ciudades del país centroamericano. Las migraciones de los pueblos mexicanos entre el siglo V y el siglo XIII establecieron la lengua desde el occidente y centro de Mesoamérica, hasta tan al sur como Veracruz, Chiapas, el estrecho de Tehuantepec, penetrando al territorio maya de Guatemala, Cuzcatlán (El Salvador) y Ometepe (Nicaragua).
Los primeros europeos que llegaron a la Capitanía General de Guatemala fueron soldados de Extremadura, Andalucía y La Mancha que habían llegado a la Nueva España, procedentes de las ciudades recién fundadas como San Cristóbal, Chiapa de Corzo y Comitán.

### Conquista española
En 1523 los conquistadores españoles llegaron a Guatemala por el oeste, provenientes de México, bajo el mando del capitán Pedro de Alvarado, con la intención de explorar y colonizar los territorios. Se enfrentaron primero con los k'iche's, y luego se aliaron brevemente con los k'aqchikeles, fundando su primer asentamiento el 25 de julio de 1524 en las cercanías de Iximché, capital de los k'aqchikeles, villa que recibió por nombre Santiago de Guatemala en honor al apóstol de Cristo.
Hernán Cortés fue el primer europeo en penetrar en el Petén, junto con una expedición apreciable que cruzó el territorio desde el norte hacia el sur en 1525. En la primera mitad del siglo xvi, España estableció colonias vecinas en Yucatán hacia el norte y Guatemala hacia el sur. Desde 1596 en adelante, los misioneros españoles sentaron las bases para la ampliación de la administración colonial en el extremo sur del Petén, pero no hubo otras penetraciones españolas en el centro del Petén hasta 1618 y 1619, cuando los misioneros llegaron a la capital itzá, tras viajar desde la ciudad española de Mérida en Yucatán.
En 1622 una expedición militar encabezada por el capitán Francisco de Mirones, acompañada por el fraile franciscano Diego Delgado, salió de Yucatán; esta expedición se convirtió en un desastre para los españoles que fueron masacrados por los itzáes. En 1628 los manche ch'ol en el sur fueron puestos bajo la administración del gobernador colonial de Verapaz formando parte de la Capitanía General de Guatemala. En 1633 los manche ch'ol se rebelaron infructuosamente contra el dominio español. En 1695 una expedición militar que salió de Guatemala, trató de llegar al lago Petén Itzá; seguida por misioneros que salieron de Mérida en 1696, y en 1697 por la expedición de Martín de Ursúa, que salió de Yucatán y que resultó en la derrota final de los reinos independientes del centro de Petén, y su incorporación en el Imperio español.

### Colonia española
La corona española se enfocó en la catequización de los indígenas. Las congregaciones fundadas por los misioneros reales en el Nuevo Mundo fueron llamadas «doctrinas de indios» o simplemente «doctrinas». Originalmente, los frailes tenían únicamente una misión temporal: enseñarle la fe católica a los indígenas, para luego dar paso a parroquias seculares como las establecidas en España; con este fin, los frailes debían haber enseñado los evangelios y el idioma español a los nativos. Ya cuando los indígenas estuvieran catequizados y hablaran español, podrían empezar a vivir en parroquias y a contribuir con el diezmo, como hacían los peninsulares..
Pero este plan nunca se llevó a cabo, principalmente porque la corona perdió el control de las órdenes regulares tan pronto como los miembros de éstas se embarbacaron para América. Protegidos por sus privilegios apostólicos para ayudar a la conversión de los indígenas, los misionares solamente atendieron a la autoridad de sus priores y provinciales, y no a la de las autoridades españolas ni a las de los obispos. Los provinciales de las órdenes, a su vez, únicamente rendían cuentas a los líderes de su orden y no a la corona. Una vez habían establecido una doctrina, protegían sus intereses en ella, incluso en contra de los intereses del rey y de esta forma las doctrinas pasaron a ser pueblos de indios que se quedaron establecidos para todo el resto de la colonia.
Las doctrinas fueron fundadas a discresión de los frailes, ya que tenían libertad completa para establecer comunidades para catequizar a los indígenas, con la esperanza de que estas comunidades pasaran con el tiempo a la jurisdicción de una parroquia secular a la que se le pagaría el diezmo. En realidad, lo que ocurrió fue que las doctrinas crecieron sin control y nunca pasaron al control de parroquias; se formaron alrededor de una cabecera en donde tenían su monasterio permanente los frailes y de dicha cabecera salían los frailes a catequizar o visitar las aldeas y caseríos que pertenecían a la doctrina, y que se conocían como anexos, visitas o pueblos de visita. Así pues, las doctrinas tenían tres características principales:
1. eran independientes de controles externos (tanto civiles como eclesiásticos)
2. eran administradas por un grupo de frailes
3. tenían un número relativamente grande de anexos.[35]

La administración colectiva por parte del grupo de frailes eran la característica más importante de las doctrinas ya que garantizaba la continuación del sistema de la comunidad en caso falleciese uno de los dirigentes.
Al llegar a Guatemala en 1564, el obispo Bernardino Villalpando se dio cuenta de que la diócesis no tenía el apoyo necesario de padres seculares para extender su autoridades. Los frailes que pertenecían a las poderosas órdenes regulares -Dominicos, Franciscanos, Jesuitas y Mercedarios, principalmente- habían formado sus doctrinas, pero respondían a la Corona española por medio de sus propios prelados y provinciales, y se rehusaban a reconocer a la autoridad de los obispos. Pero por ese entonces se proclamaron los decretos del concilio de Trento, los cuales fueron ratificados por el rey Felipe II: por medio de estos decretos, se le otorgaba a los obispos católicos la responsabilidad sobre todos los religiosos que vivieran en los confines de sus respectivas diócesis, sin importar si los religiosos eran regulares o seculares.
Los decretos del concilio le otorgaban nuevos derechos canónicos para someter a las órdenes regulares a su mandato; de haber ser exitoso en su empresa, habría sido el verdadero jerarca de la iglesia católica en Guatemala, y no sólo el director del clero secular. Las órdenes regulares se opusieron rotundamente a sus intenciones, resistiéndose a cualquier intento de autoridad episcopal refugiándose en las excepciones y privilegios que se les habían otorgado temporalmente para la «conversión» de los indígenas. El obispo intentó imponer su autoridad porque los privilegios monásticos le resultaban intolerables: predicaban con catecismos que no habían sido aprobados por el obispo y todos los frailes monásticos se resistían a ser inspeccionados por el jerarca de la diócesis.
Aún contando con el apoyo de la Corona española y de los decretos del concilio de Trento, Villalpando no tenía suficiente poder para imponer su autoridad sobre las órdenes regulares. Las órdenes lograron mantener alejada a la autoridad del obispo porque ellas tenían el control de todos los poblados de la región y el obispo no tenía suficientes curas seculares para sustituir a los frailes. Y cuando Villalpando los amenazó con retirlarse la autoridad de administrar los sacramentos, las órdenes lo amenazaron a su vez diciéndole que iban a abandonar la ciudad y luego lograron que el capitán general lo condenara por cargos de abuso de autoridad. Villalpando fue el único obispo de Guatemala en cien años que se atrevió a hacerle frente al poder de las órdenes regulares.
A mediados del siglo xviii el Diccionario de autoridades definía una doctrina como un grupo de poblados de indios, reservados para una orden regular en particular, a quien se le ha concedido a perpetuidad, como una recompensa por haber civilizado a los habitantes y convertirlos a la religión católica. Para entonces, pues, las órdenes regulares se habían quedado definitivamente con sus doctrinas, pues nadie se las entregó: ellas simplemente no las devolvieron como había el plan original.
Las autoridades coloniales establecieron en Guatemala escalones o estadios por raza; los miembros de categorías inferiores tenían prohibido reivindicar los priviegios de los que estaban en categorías superiores, convirtiéndose en rol y posición social de personas y pueblos.
Las personas que estaban en las partes bajas de la jerarquía se le daba la oportunidad de acceder a escalones más altos y por ende, todos buscaban mejores relaciones matrimoniales, sociales y culturales; los habitantes de la colonia estuvieron en una constante lucha para acercarse y asemejarse a los rasgos del grupo dominante de entonces: los españoles y criollos.

## Inmigración en la República de Guatemala

### Asentamientos británicos en Belice

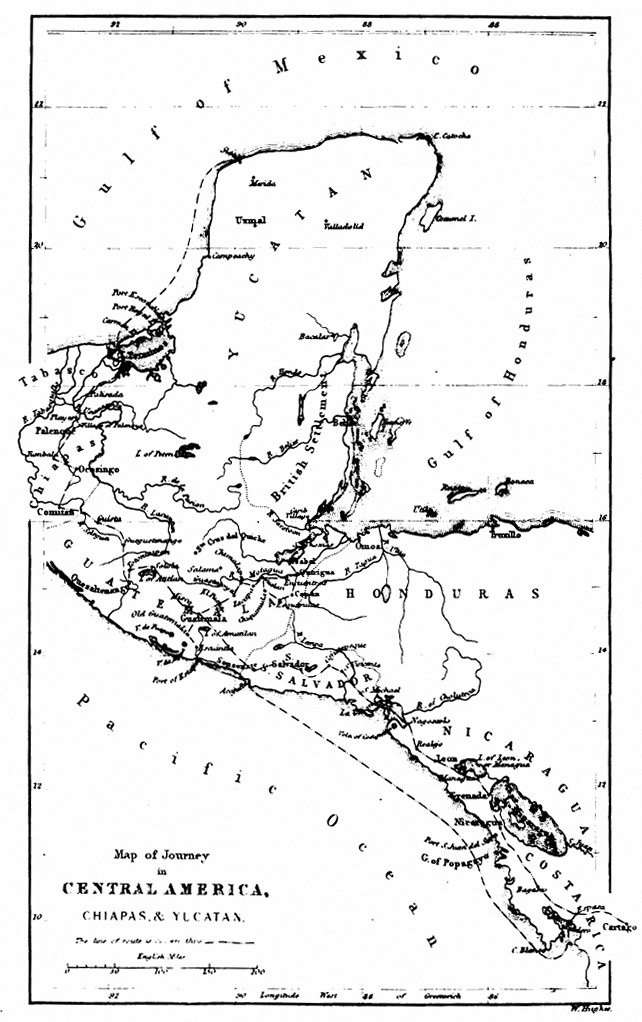
Mapa de la región de Yucatán, Belice, Guatemala, Honduras y El Salvador en 1939. Obsérvese que las fronteras entre México, Guatemala y Belice no estaban definidas.

El área que ocupa Belice en la península de Yucatán nunca fue ocupada por España o Guatemala, aunque España efectuó algunas expediciones exploratorias en el siglo xvi que le sirvieron de base para luego reclamar el área como suya; Guatemala simplemente heredó ese argumento para reclamar el territorio, pese a que nunca envió expediciones al área luego de la independencia debido a las guerras que se produjeron en Centroamérica entre 1821 y 1860.  Por su parte, los ingleses habían establecido pequeños asentamiento desde mediados del siglo xvii, principalmente para bases de bucaneros y luego para explotación maderera; los asentamientos nunca fueron reconocidos como colonias británicas aunque estaban de alguna forma regidos por el gobierno inglés en Jamaica.. En el siglo xviii Belice se convirtió en el principal punto de contrabando en Centroamérica aunque luego los ingleses reconocieron la soberanía española de la región por medio de los tratados de 1783 y de 1786, a cambio de que se terminaran las hostilidades con España y que los españoles autorizaran a los súbditos de la Corona británica a explotar las maderas preciosas que había en Belice.
Tras la independencia de la región centroamericana de la corona española en 1821, Belice se convirtió en la punta de lanza de la penetración comercial británica en el istmo centroamericano; casas comerciales inglesas se establecieron en Belice e iniciaron unas prósperas rutas comerciales con los puertos caribeños de Guatemala, Honduras y Nicaragua.
Los liberales tomaron el poder en Guatemala en 1829 tras vencer y expulsar a los miembros del Clan Aycinena y el clero regular de la Iglesia Católica e iniciaron un reclamo formal pero infructuoso sobre la región beliceña; esto, a pesar de que por otra parte, Francisco Morazán -entonces presidente de la Federación Centroamericana- en lo personal inició tratos comerciales con los ingleses, en especial el comercio de caoba. En Guatemala, el gobernador Mariano Gálvez entregó varias concesiones territoriales a ciudadanos ingleses,; es más, en 1833, los ciudadanos británicos Charles Meany y Marshall Bennett adquirieron doscientos setenta caballerías de la antigua Hacienda de San Jerónimo -que había pertenecido a la Orden de Predicadores en Salamá- por US$17000 a través de una oscura negociación con el gobierno liberal de Mariano Gálvez. Estos tratos británicos fueron aprovechados por los curas párrocos en Guatemala -ya que el clero secular no había sido expulsado por no tener propiedades ni poder político- para acusar a los liberales de herejía e iniciar una revolución campesina contra los herejes liberales y a favor de la verdadera religión.
Cuando llegó Rafael Carrera al poder en 1840 luego del triunfo de la revolución, no solamente no continuó con los reclamos sobre el territorio beliceño, sino que estableció un consulado guatemalteco en la región para velar por los intereses de Guatemala en ese importante punto comercial.  El comercio beliceño fue preponderante en la región hasta 1855, en que los colombianos construyeron un ferrocarril transoceánico en Panamá en 1855, permitiendo que el comercio fluyera más eficientemente en los puertos del Pacífico guatemalteco; a partir de este momento, Belice empezó a declinar en importancia.
A fin de poder expulsar al filibustero estadounidense William Walker definitivamente de Centroamérica, el presidente Rafael Carrera se vio obligado a solicitar armas a Inglaterra, la que a cambio lo forzó a definir los límites con Belice. El 30 de abril de 1859 se celebró la convención entre los representantes de Gran Bretaña y Guatemala para definir los límites con Belice, tras la cual se emitió un decreto en el que Guatemala se vio favorecida en el artículo séptimo, que estipula que Inglaterra abriría por su cuenta una vía de comunicación terrestre de la ciudad de Belice hasta la ciudad de Guatemala. La carretera jamás se construyó porque los conservadores no se pusieron de acuerdo con los beliceños en la ubicación exacta de la misma y luego, cuando los liberales tomaron el poder en 1871 declararon nulo el tratado porque no se había construido la carretera.

### Asentamiento inglés en Salamá
Para 1845, Rafael Carrera se hallaba sólidamente en el poder, e inició negociaciones con la Corona británica. El camino de acceso a Salamá entonces estaba en buenas condiciones, aunque el descenso desde la cumbre hasta el riachuelo que pasa a la orilla del valle era largo y penoso. Las orillas del riachuelo estaban cubiertas de arbustos y árboles, lo que invitaba a los viajeros a descansar a la sombra antes de continuar el camino bajo el sol.  Salamá, era un pueblecito muy pintoresco por el que pasaba un riachuelo cristalino y un parque central con palmeras en medio del valle. Cerca del pueblo se encontraba el antiguo convento abandonado tras la expulsión de los dominicos en 1829, el cual finalmente fue vendido a un inglés de apellido Bennett gracias a la intervención del ministro inglés ante el gobernador Gálvez. Bennett la bautizó como Hacienda de San Jerónimo, y pronto estuvo rodeada de plantaciones de caña de azúcar y de café, las que se mantenían gracias al remozamiento del antiguo sistema de irrigación; Bennett sustituyó los viñedos de los dominicos por plantaciones de caña de azúcar y el vino fue sustituido por el "Puro de San Gerónimo" un aguardiente que se hizo famoso en toda la República.

### Colonización belga de 1844
En 1842, arribó a Centroamérica un barco enviado por el monarca Leopoldo I de Bélgica; cuando los belgas observaron las riquezas naturales que poseía la región de Izabal, decidieron establecerse en Santo Tomas de Castilla y construir infraestructura en la región.Carrera, aconsejado por Juan José de Aycinena y Piñol les dio la región a perpetuidad a cambio de que la compañía pagara dieciséis mil pesos cada año al gobierno de Guatemala. Los colonos tenían que convertirse al catolicismo y adoptar la ciudadanía guatemalteca, pero tenían el privilegio de tener su propio gobierno; también se comprometieron a dar al gobierno guatemalteco dos mil fusiles, a construir un puente de metal sobre el río Motagua y a construir un puerto en la bahía de Amatique, en la localidad de Santo Tomás de Castilla.  Además de las obras de infraestructura, Carrera consideraba que la colonia de belgas católicos era una buena contención a las pretensiones de los británicos protestantes y su contrabando comercial en Belice.
En 1844, el distrito de Santo Tomás de Castilla fue colonizado por la Comunidad de la Unión, patrocinada por la Compañía Belga de Colonización; el gobierno del Estado de Guatemala, había concedido el distrito de Santo Tomás a dicha compañía por medio del decreto de la Asamblea Constituyente de Guatemala el 4 de mayo de 1843. Los colonos tenían que convertirse al catolicismo y convertirse en ciudadanos guatemaltecos, pero tenían el privilegio de tener su propio gobierno.
Los primeros setenta y seis colonos arribaron junto con los fusiles prometidos y los primeros sacerdotes jesuitas que regresaban a Guatemala desde 1765; el representante de la colonia, Remy de Puydt prometió que otros setecientos colonos arribarían en los próximos meses e iniciarían los trabajos a que se comprometió para obtener la concesión.  Se estableció así la Colonia belga en Guatemala, pero las condiciones del área eran inhóspitas y empezaron a mermar rápidamente la salud de los belgas.  Para 1850, la colonia ya había fracasado, las obras de infraestructura prometidas no se construyeron, y los colonos belgas se habían dispersado al interior de la República de Guatemala.

### Apertura a la industria estadounidense

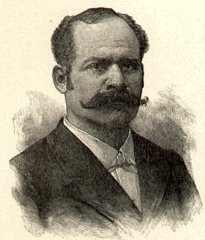
José Santos Zelaya, presidente de Nicaragua (1893-1909).

Para 1898 había tres líderes carismáticos y fuertes en Centroamérica: Manuel Estrada Cabrera en Guatemala, el liberal José Santos Zelaya en Nicaragua -quien en 1894 expulsó a los británicos de la Costa de los Mosquitos y el general Tomás Regalado en El Salvador. Los tres presidentes se convirtieron en duros rivales mientras trataban de emular el estilo de gobierno que el general Porfirio Díaz tenía en México, razón por la que en dicho país se les llamaba despectivamente los «Porfiritos».

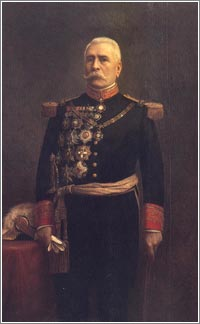
Porfirio Díaz, presidente mexicano.

Dos eran los principales puntos de discordia de estos presidentes: quien sería el líder de la Unión Centroamericana una vez concretada esta y, con la victoria de Estados Unidos sobre España en la guerra de 1898, quien se beneficiaría con la construcción del canal entre el Atlántico y el Pacífico, que se pensaba construir a lo largo del río San Juan, en la frontera entre Nicaragua y Costa Rica. A Estados Unidos le interesaba sobremanera la construcción de dicho canal pues la expansión hacia el oeste norteamericano estaba en auge y porque sus buques de guerra anclados en el Pacífico tardaban hasta tres meses para bordear América del Sur y llegar a las costas de Cuba.
A Porfirio Díaz le preocupaba el presidente Estrada Cabrera porque éste buscaba el apoyo de los Estados Unidos con dos fines:
- Obtener el liderazgo en el Istmo.
- Ganar un aliado en su lucha contra los intereses británicos: Guatemala tenía grandes deudas con bancos ingleses (heredades del Gobierno de Reina Barrios), y Estrada Cabrera cortejaba a los Estados Unidos con la esperanza de que éstos le brindaran ayuda militar en caso de que los ingleses enviaran una flota de guerra a cobrar la deuda, tal y como había hecho Francia con México en el siglo xix.[57] De hecho, conforme pasaron los primeros años del siglo xx, Estrada Cabrera otorgó fuertes concesiones territoriales en Izabal a la compañía estadounidense United Fruit Company.

Díaz miraba con preocupación que su influencia en Guatemala decrecía ya que los diplomáticos norteamericanos aumentaban la influencia norteamericana en Guatemala y eran incondicionales al presidente Estrada Cabrera, tanto que en sus mensajes al Departamento de Estado norteamericano siempre alababan las políticas de éste. Diplomáticos como Leslie Combs quien además era socio comercial de Estrada Cabrera, era prácticamente un ministro de Estado más del presidente guatemalteco y frecuentemente advertía al Departamento de Estado de la «amenaza mexicana». Díaz entonces, se hizo aliado de Regalado, quien no necesitaba ayuda de Estados Unidos porque sus país no tenía deudas y no tenía interés por la concesión del canal.
En 1899, Díaz ayudó a Regalado en contra de Guatemala y Nicaragua, quienes entraron en un acuerdo para remover a su peligroso rival del poder. Estrada Cabrera temía al ejército salvadoreño que estaba siendo asesorado por militares alemanes, y Zelaya detestaba a Regalado por haber éste sacado unilateralmente a El Salvador de la Unión Centroamericana que Zelaya había impulsado. Por intermedio del diplomático Federico Gamboa, Díaz quiso promover la paz en Centroamérica, pero los presidentes de Nicaragua y Honduras se opusieron a esa iniciativa pacífica, prefiriendo la solución armada. La guerra nunca estalló, pero el prestigio diplomático de México quedó mal parado ya que Gamboa no fue capaz de convencer a los presidentes centroamericanos de atender la conferencia de paz propuesta por México.

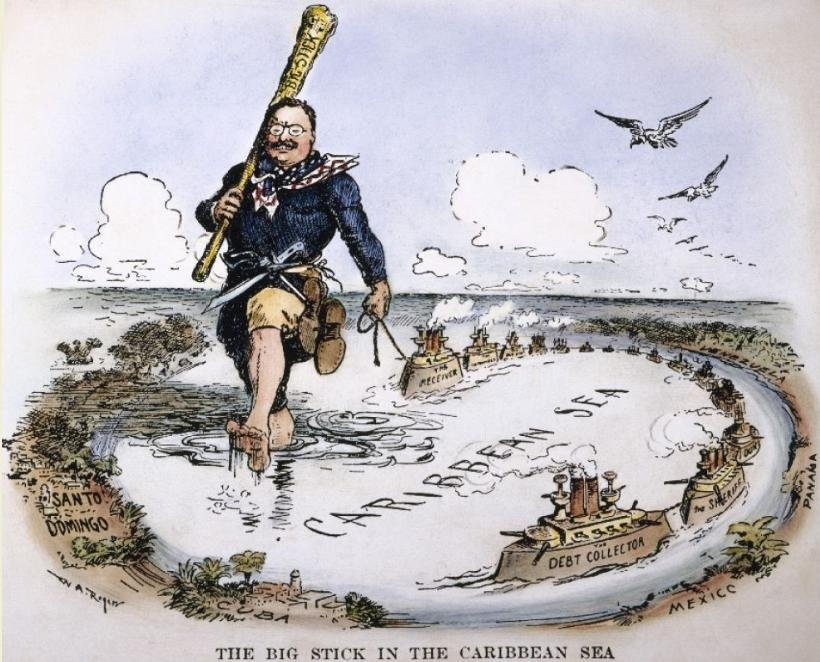
Caricatura de la política del Gran Garrote (del inglés Big Stick) del gobierno del presidente estadounidense Theodore Roosevelt, que mantuvo a todos los países del Caribe (incluyendo a la Guatemala de Manuel Estrada Cabrera) bajo un dominio férreo a fin de que la construcción del Canal de Panamá y otras operaciones de empresas norteamericanas ocurrieran sin problemas.

En 1901, aprovechando la crisis crediticia que tenía al presidente venezolano Cipriano Castro enfrentado a la posibilidad de ser atacado por Inglaterra y Alemania por las deudas de su país, Zelaya invitó a Estrada Cabrera, Regalado y al resto de presidentes centroamericanos al puerto de Corinto. Los presidentes se dieron cuenta de que la crisis venezolana podía fácilmente afectar al istmo, y accedieron a cooperar con Zelaya para establecer un régimen común que pudiera disuadir un posible ataque de los europeos. Sólo Estrada Cabrera se opuso, ya que no le gustaba que Zelaya fuera el líder de dicha iniciativa. En enero de 1902 los Gobiernos de Estados Unidos y México reconocieron la validez de los tratados de Corinto, así como la zona de libre comercio entre los países firmantes y la corte de arbitrio que allí se estableció; Guatemala quedó aislada internacionalmente y Zelaya estaba en su apogeo, habiendo establecido una tratado centroamericano de paz y comercio y listo para iniciar la construcción del canal. Pero el canal nunca se construiría en Nicaragua: los Estados Unidos decidieron construirlo en la provincia colombiana de Panamá, a pesar de los esfuerzos diplomáticos de Zelaya. Éste, al ver que su plan de estimular la economía nicaragüense por medio del canal norteamericano había fracasado, se enemistó con los Estados Unidos y se alió con Porfirio Díaz: repelió la presencia norteamericana en Nicaragua estableciendo tratados políticos y comerciales con las potencias europeas, e incluso entró en negociaciones con compañías francesas en inglesas interesadas en construir un segundo canal. El nuevo presidente norteamericano, Teodoro Roosevelt no puso mucha atención a esto, puesto que Colombia quiso incrementar el precio de la concesión de Panamá, y entonces el Gobierno norteamericano tuvo que ayudar a rebeldes panameños para que se independizaran de Colombia, en un hecho conocido como la «Separación de Panamá de Colombia». Estados Unidos tuvo un rotundo éxito con esto: el nuevo Gobierno panameño le otorgó mucho mayores privilegios que los que los colombianos habían ofrecido originalmente.
Los acuerdo de Corinto no tardaron en resquebrajarse: en 1902 los presidentes Zelaya y Regalado acordaron reunirse en Nicaragua con el propósito de discutir sobre la fundación de la República Mayor de Centroamérica pero con el verdadero fin de atacar a Estrada Cabrera. Sin embargo, Porfirio Díaz medió para que no se llegara a mayores, dado que luego de la separación de Panamá era evidente la intención de los Estados Unidos en utilizar su fuerza militar para ayudar a sus aliados.
El 31 de agosto de 1901 se concedió a «The Central American Improvement Comp.» la explotación, conservación y terminación de la línea férrea del norte. En enero de 1904, Minor C. Keith -propietario de la United Fruit Company- de Nueva York y William C. Van Horn de Montreal adquirieron esta concesión, la cual quedó en su poder durante noventa y nueve años, luego de los cuales pasaría a poder del Estado de Guatemala. Es importante destacar que la política económica norteamericana en ese momento era conocida como el  «Gran Garrote de las Guerras bananeras de Teddy Roosevelt» -presidente de los Estados Unidos en ese entonces- y estaba dirigida hacia el Canal de Panamá: con el canal en construcción, su principal fin era asegurarse de una atmósfera pacífica y estable en toda la región centroamericana. Por esta razón hubo un incremento en las operaciones de empresas norteamericanas en Centroamérica, entre los que se incluyó el crecimiento exponencial de las operaciones de la United Fruit Company en Guatemala. Estas operaciones fueron frecuentemente reforzadas por los marines de los Estados Unidos.  De esta forma, se empezó a incrementar la población y la injerencia económica y política estadounidense en Guatemala.

### Comunidad alemana
| «En la Alta Verapaz a fines del siglo xix los finqueros alemanes llegaron a concentrar en sus manos las tres cuartas partes de la extensión total de los 8686 kilómetros cuadrados que tenía el territorio departamental. En este departamento llegó a tal grado la apropiación de tierras y hombres por los empresarios agrarios alemanes, que un jefe político constató que los campesinos desaparecían de sus pueblos de la noche a la mañana, huyendo de los finqueros. Estos, no safisfechos con despojarlos de sus tierras, pretendían obligarlos a efectuar extenuantes tareas de desmonte y a instalar plantaciones y beneficios de café en medio de la selva.» —Julio Castellanos Cambranes |

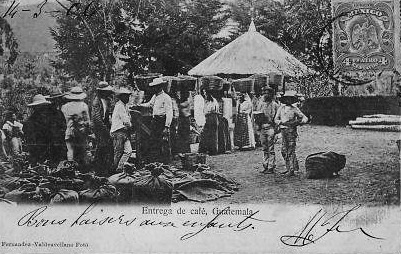
Entrega del café en una finca de alemanes.

En la segunda mitad del siglo xix, el presidente Justo Rufino Barrios (1835-1885) comenzó la adjudicación de tierras de la Verapaz a agricultores alemanes.; los alemanes establecieron una colonia en Alta Verapaz gracias a generosas concesiones otorgadas también por los presidentes liberales Manuel Lisandro Barillas Bercián, José María Reyna Barrios y Manuel Estrada Cabrera. La inmigración alemana en Guatemala empezó con Rodolfo Dieseldorff, en 1863; tras él vinieron grupos de inmigrantes alemanes eran en su mayoría jóvenes que aprendieron el idioma Q'eqchi, y varios de ellos se mezclaron con algunas mujeres indígenas. En Cobán, se centró una gran comunidad de alemanes que llegaron a dominar las tierras del cultivo del café, donde a sus trabajadores pagaban con monedas acuñadas por cada propietario, además que sólo podían comprar en la despensa de la finca, con lo cual el patrono obtenía una segura ganancia extra.
Se produjo una fuerte inmigración alemana en las Verapaces, la cual colaboró decididamente en la producción del café. El capital alemán dio origen a los latifundios neocoloniales en Guatemala, convirtiendo los antiguos feudos coloniales en propiedad capitalista, convirtiendo a Guatemala en una semicoloina del imperialismo alemán de finales del siglo xix.  Los alemanes en Guatemala abrieron el mercado en su país para el café guatemalteco y poco a poco se fueron convirtiendo en empresarios agrarios que se hicieron ricos por medio de las leyes que favorecían el uso de mano de obra indígena a muy bajo costo.
La producción de café para exportación que llevaron a cabo los alemanes se basaban en un sistema de origen feudal impulsado por el gobierno liberal de Justo Rufino Barrios que no pretendía mejorar las condiciones de vida de los campesinos indígenas sino que la propiedad comunal indígena pasara a manos de propietarios privados que acumularan el capital agrícola. Es más, las tierras comunales fueron adjudicadas preferiblemente a extranjeros después de ser declaradas baldías pues el propio Barrios consideraba que «un alemán valía por dosciencos campesinos guatemaltecos».
Alta Verapaz fue en donde los alemanes se concentraron:  a fines del siglo xix los finqueros alemanes llegaron a acumular en sus manos tres cuartas
partes de la extensión total de los 8,686 km² que tenía el departamento. Además se constató que los campesinos huían de sus pueblos para no caer en manos de los finqueros, quienes además de despojarlos de sus tierras los obligaban a trabajar en las plantaciones y beneficios de café.
El Decreto 170 (o Decreto de Redención de Censos) facilitó la expropiación de las tierras a los indígenas en favor de los alemanes, al propiciar la venta en pública subasta de las tierras comunales.  Desde esta época, la principal actividad económica fue la agroexportadora, especialmente de café, banano y cardamomo.  La propiedad comunal, dedicada a cultivos de subsistencia y que había sido conservada por el gobierno del general Rafael Carrera, se convirtió en propiedad privada dirigida al cultivo y comercialización a gran escala de productos agrarios. Por tanto, las características fundamentales del sistema productivo, fueron desde esa época la acumulación de la propiedad en pocas manos.
Para garantizar el suministro de «mozos colonos» para las fincas cafetaleras, Barrios decretó el Reglamento de Jornaleros que establecía lo siguiente para los indígenas:
1. Quedaron obligados a trabajar en las fincas cuando los dueños de éstas los necesitaran y sin importar en donde se encontraran.
2. Quedaron bajo la tutela de las autoridades locales, quienes se encargaban de velar porque los contingentes de indígenas fueran enviados a las fincas.
3. Quedaron sujetos a la habilitación: paga forzada anticipada, endeudadora del trabajador y justificadora de su envío a las fincas y de su retención en ellas.
4. Creación del libreto de jornaleros: documento probatorio de la solvencia del trabajador frente a su patrono, y sin la cual el trabajador estaba sujeto al rigos de las autoridades y de los dueños de fincas.[77]

Como resultado de este reglamento, hubo un notable aumento de las exportaciones, y se activó el intercambio con los países capitalistas;  tanto los antiguos conservadores aristócratas como los nuevos terratenientes cafetaleros se vieron beneficiados con estas medidas.
Los alemanes se organizaron en una comunidad muy unida y solidaria, realizando actividades sociales en el Club Alemán o Deutsche Verein, en Cobán, fundado en 1888. En sus inicios, este grupo solo estaba compuesto por socios germanos. El lugar fue remodelado y equipado para dar un ambiente agradable, donde los alemanes se sintieran como en su país. Contaba con una biblioteca, con libros y revistas donados por quienes viajaban a Alemania.
A finales de la década de 1890, la esposa del arqueólogo inglés Maudslay describió así a los alemanes en la Verapaz: «Existe una proporción mucho mayor de extranjeros en Cobán que en cualquier otro pueblo de la República: la inmensa mayoría son alemanes dedicados a las plantaciones de café, y unos cuantos dedicados a la ganadería y a otras industrias; aún cuando se escuchan algunas quejas por el aislamiento por los problemas con los trabajadores y el mantenimiento de las casas, me parece que son muy afortunados desde el punto de vista comercial dada la gran reputación que tiene el café de la Verapaz en el mercado, y la gran importancia comercial que su industria y visión han traído a la región; y, desde el punto de vista personal, son afortunados de disfrutar de un clima delicioso en el que pueden criar a sus hijos de mejillas sonrosadas con salud y fortaleza, todo en los confines de una vida que es medio tropical y medio europea. Hay muy pocos hoteles o fondas, pero la hospitalidad de los extranjeros residentes es magnífica.»
Lo que logró la política económica impulsada por Barrios fue la creación del capitalismo en la agricultura del país; muchos de los nuevos terratenientes alemanes eran capitalistas o gozaban de créditos en poderosos bancos o casas comerciales de Hamburgo. Se calcula que para 1898 -año en que se inició el gobierno del licenciado Manuel Estrada Cabrera-, los alemanes habían invertido en Guatemala más de ciento veinte millones de dólares norteamericanos.
Dieseldorff formó un complejo de haciendas a lo largo de tres periodos: entre 1890 y 1898 adquirió las haciendas Seacté, Chiachal, Chascar, Secac-Ulpan, Santa Margarita, Paijá, Panzal y El Salto; entre 1898 y 1910 se hizo de las haciendas Raxpec, Santa Cecilia, Cubilgüitz, Chamcarel y Sacchicagua de Secol, San Diego-Yalpemech, Chichochoc, Chichaíc de Santa Margarita, Pocolá y Río Frío; y, después de 1924, adquirió las haciendas Sachamach, Tzimajil, Raxahá y Chiquixjí. Al mismo tiempo, Dieseldorff se fue haciendo de muchas parcelas indígenas y, para utilizar al máximo las instalaciones de su beneficio de café e incrementar el volumen de sus exportaciones, compraba café en cereza a los pequeños productores de la región de San Pedro Carchá mediante habilitaciones o adelantos de dinero, y también recibía café en pergamino de otros cafetaleros como Sterkel Hermanos, para procesarlo en oro.
Para 1900, Dieseldorff ya había establecido un verdadero emporio del café en la Verapaz. Asimismo, se convirtió en un influyente directivo de la Compañía de Transporte del Norte, de la Sociedad Agrícola y de la Compañía del Ferrocarril de la Verapaz. Al mismo tiempo, continuó haciendo diferentes estudios sobre arqueología maya, etnología y botánica, mostrando especial interés en coleccionar manuscritos históricos k'eqchie's, que fue una de las actividades científicas que lo distinguió. El «barón del café» -como se le apodaba a Dieseldorff- fue un hombre que influyó de manera beligerante en la política regional y nacional, incluso llegó a definir algunas de las políticas de trabajo y reorganización del agro guatemalteco.
Otra de las familias alemanas más fuertes a fines del siglo XIX fueron los Thomae. Las primeras fincas de Mauricio Thomae
fueron:
| Año  | Finca       | Ubicación |
| ---- | ----------- | --------- |
| 1882 | Cubilgüitz  | Cobán     |
| 1889 | San Isidro  | Purulhá   |
| 1897 | Comija      | Tamahú    |
| 1897 | Popabaj     | Tucurú    |
| 1900 | Nueve Aguas | Purulhá   |
| 1902 | Panzal      | Purulhá   |
| 1902 | Rocjá       | Tamahú    |
| 1902 | Paijá       | Tucurú    |
| 1905 | Chimox      | Tucurú    |

Durante el gobierno de Jorge Ubico (1931-1944), Mauricio Thomae llegó consolidarse como uno de los terratenientes más influyentes de la Verapaz alemana junto a los Sarg, los Sapper y los Diesseldorf. Ubico había sido jefe político de Cobán durante el gobierno de Manuel Estrada Cabrera y amigo de varias familias alemanas, incluido Thomae.
Durante el siglo xx la familia Thomae continuó controlando, a través de varias fincas, buena parte del territorio de Purulhá por medio de sus fincas cafetaleras. Luego de «la crisis del café» en 2000, los Thomae diversificaron sus inversiones hacia al negocio hidroeléctrico, turístico y de incentivos forestales; de hecho en 2015 se planifica la construcción del megaproyecto Enerjá (25 MW) que se conectará al proyecto hidroeléctrico El Cafetal (8,36 MW) en la Finca Bremen, también de la familia Thomae.

#### Educación alemana
Por el creciente número de niños alemanes verapacenses, se formó una escuela alemana para que la educación académica fuera más fiel al Deutschtum (alemanización). En 1935, Juan Schlatermund fue el encargado del comité para la fundación del Colegio Alemán o Deutsche Schule en Cobán. Para los niños que vivían en fincas lejanas se instaló, en 1936, dormitorios y comedor. En el primer año hubo 12 estudiantes, el siguiente fueron 30. Julio Justin fue el primer director. El establecimiento educativo alcanzó a tener 60 estudiantes antes de que lo clausuraran en 1941. Años después, algunas fincas tenían sus escuelas, donde estudiaban los hijos de los alemanes -patronos- con los hijos de los k'eqchíes -trabajadores-. A los alemanes se les permitió la doble nacionalidad, los hijos de alemanes podían ser guatemaltecos por nacer y vivir allí sin perder el ser alemanes por parte de sus padres.

#### Durante el Tercer Reich
| Documental fílmico de The Field Museum sobre Guatemala en 1934: \| Secciones \| Descripción \| \| --------- \| --------------------------------------------------------------------------------------------------------------------------------------------------------------------- \| \| Parte 1 \| - United Fruit Company en Izabal: - Vapor de la Great White Fleet - Ferrocarril de la IRCA - Puerto Barrios - Plantaciones de banano - Quiriguá - Ciudad de Guatemala \| \| Parte 2 \| - Finca cafetalera: - Propietarios alemanes - Hombres, mujeres y niños indígenas cosechando café - Planta de procesamiento de café \| | |
| Secciones | Descripción |
| Parte 1 | - United Fruit Company en Izabal: - Vapor de la Great White Fleet - Ferrocarril de la IRCA - Puerto Barrios - Plantaciones de banano - Quiriguá - Ciudad de Guatemala |
| Parte 2 | - Finca cafetalera: - Propietarios alemanes - Hombres, mujeres y niños indígenas cosechando café - Planta de procesamiento de café                                    |

Durante el gobierno del Tercer Reich (1933-1945) en Alemania, en Guatemala había rumores que suponían que los alemanes en la Verapaz querían establecerse como una «nueva Alemania» con la política nacional socialista de Hitler. Los alemanes habían adquirido terrenos, manzanas, casas y fincas gracias a las concesiones de los presidentes liberales que gobernaron de 1885 a 1920 en Guatemala, y gozaron de privilegios durante el gobierno dictorial del general Jorge Ubico, quien era simpatizante de las políticas fascistas de Benito Mussolini en Italia, Francisco Franco en España y del nazismo de Hitler en Alemania.
Un incidente que afectó la existencia de la comunidad alemana verapacense fue cuando en 1935-1936, el Tercer Reich pidió votar a sus ciudadanos sobre la anexión de Austria a Alemania: un barco alemán ancló en Puerto Barrios para efectuar la actividad y quienes asistieron fueron «fichados» como simpatizantes del régimen nazi de Adolfo Hitler.

#### Durante la Segunda Guerra Mundial
La tensión se incrementó cuando se inició la Segunda Guerra Mundial entre Alemania, Francia e Inglaterra en 1939 con la invasión alemana a Polonia y llegó a un punto crítico cuando Japón, aliado de los alemanes, atacó la base militar estadounidense de Pearl Harbor en Oahu, Hawái el 7 de diciembre de 1941; cuando los Estados Unidos ingresaron a la guerra, obligaron al presidente Jorge Ubico a expulsar a los alemanes de Guatemala e intervenir todas sus propiedades. Los Estados Unidos tenían una fuerte influencia en el gobierno guatemalteco, gracias a las concesiones otorgadas a las empresas norteamericanas, como la United Fruit Company que tenía el monopolio de la exportación de banano y por el que prácticamente no pagaba impuestos a Guatemala, y el transporte por ferrocarril por medio de su subsidiaria International Railroads of Central America (IRCA). La frutera era el pilar más fuerte del gobierno de Ubico y formaba parte de la política estadounidense que se había iniciado con el presidente Teddy Roosevelt durante las negociaciones con Colombia para la construcción del Canal de Panamá en 1903. Los alemanes varones se vieron obligados a abandonar a su país de origen obligados a ingresar a las filas del ejército alemán. El historiador guatemalteco Francis Polo Sifontes cuenta que durante la Segunda Guerra Mundial muchos alemanes fueron llamados para prestar servicio militar en su país. Después de la guerra, algunos quedaron prisioneros en los campos de concentración de Rusia, y otros alegaban ser guatemaltecos para evitar la prisión.[cita requerida]
La influencia alemana perduró en Cobán y Verapaz: descendencia, comercio, producción de café y cardamomo, además de infraestructura y sistemas de agricultura. Existe un gran número de apellidos que los alemanes heredaron a sus hijos y debido al mestizaje con la población maya-q'eqchi', muchos apellidos han quedado en personas q'eqchi'es.

#### El caso Nottebohm
El 26 de septiembre de 1881 Friedrich Nottebohm nació en la ciudad de Hamburgo (Alemania), situación que le otorgaba de inmediato la nacionalidad alemana. En 1905 Nottebohm emigró a Guatemala y se estableció en dicho país como comerciante, adquiriendo diversas propiedades con el paso de los años, no obstante Nottebohm a lo largo de los años mantuvo contactos con Alemania en razón a que sus familiares directos aún vivían allí, además de mantener relaciones comerciales con diversas firmas germanas. También Nottebohm mantuvo cierto contacto con el Principado de Liechtenstein, donde residía uno de los hermanos del propio Nottebohm desde el año 1931.
En abril de 1939 Friedrich Nottebohm visitó Alemania, su país natal, pero el 9 de octubre del mismo año, ya iniciada la Segunda Guerra Mundial, Nottebohm viajó a Liechtenstein y solicitó su naturalización en ese país, la cual le fue concedida el 13 de octubre de 1939, emitiéndose a su favor un pasaporte de Liechtenstein el día 20 de ese mismo mes. Con este nuevo pasaporte Nottebohm salió de Liectenstein en noviembre de 1939 y se dirigió a Suiza, donde pidió una visa al cónsul guatemalteco en Zúrich para regresar a Guatemala, solicitud presentada el 1 de diciembre de 1939.
Nottebohm partió entonces a Alemania y viajó de vuelta a Guatemala a inicios de enero de 1940. Ya en Guatemala, Nottebohm registró su cambio de nacionalidad en el Registro de Extranjeros el 31 de enero de 1940, pidiendo que dicho cambio se mostrase también en su documento de identidad, otorgándosele certificado de extranjero por el Registro Civil guatemalteco.  En 1943, debido a que Guatemala se había declarado en guerra con Alemania, Friedrich Nottebohm fue arrestado por su condición de alemán y fue deportado a Estados Unidos, donde quedó internado por su calidad de "ciudadano de país enemigo" conforme a los propios registros guatemaltecos. En tanto Liechtenstein carecía de misiones diplomáticas propias y ejercía su representación diplomática a través de Suiza (como sucede hasta la actualidad), en diciembre de 1944 el cónsul suizo en Guatemala reclamó al Ministro de Relaciones Exteriores guatemalteco la inclusión de "Federico Nottebohm, ciudadano de Liechtenstein" en calidad de alemán dentro de las listas de "ciudadanos enemigos" deportados por Guatemala hacia Estados Unidos. No obstante las autoridades guatemaltecas replicaron de inmediato al cónsul suizo afirmando "no reconocer que el Sr. Nottebohm, nacional alemán domiciliado en Guatemala, haya adquirido la nacionalidad de Liechtenstein sin cambiar su domicilio habitual".
Al ser liberado en Estados Unidos en 1946, Friedrich Nottebohm trató de regresar a Guatemala, siéndole negada la entrada. En 1949 sus bienes situados en territorio guatemalteco fueron confiscados y Liechtenstein inició en 1951 un proceso ante la Corte Internacional de Justicia de La Haya contra Guatemala, reclamando reparaciones y compensaciones en favor de su ciudadano Friedrich Nottebohm.
La Corte decidió en fallo del 6 de abril de 1955 que no había lugar a la admisibilidad de la demanda; y que por tanto Guatemala no estaba obligada a reconocer la nacionalidad de Liechtenstein adquirida por Nottebohm para los efectos de la protección diplomática, debido a que  «la vinculación de hecho existente entre Nottebohm y Liechtenstein en la época que precedió, acompañó y siguió a su naturalización no resulta lo suficientemente estrecha y preponderante en relación con la vinculación que pueda existir entre él y ese otro Estado que permita considerar la nacionalidad que le fue conferida como efectiva; como la expresión jurídica de un hecho social de vinculación preexistente, o que se constituya luego.»

#### SigloXXI
A partir de 1990, Max Quirín Schöder había destacado en el mundo empresarial cafetalero; sus negocios y fincas se concentran en la Empresa Comercial Agrícola, S.A. (ECOAGRO) con sede en Cobán.  En Alta Verapaz se localizan la mayor parte de sus plantaciones cafetaleras, herencia del potentado cafetalero alemán, Erwin Paul Dieseldorff, quien constituyó un emporio del aromático a finales del siglo xix. Bisnieto de Dieseldorff, Quirín Schöder también fheredó la representación empresarial ante las asociaciones y cámaras agrícolas (CACIF) construida por su padre Fredy Quirín Dieseldorff, quien durante las décadas de 1970 y 1980 dirigió en varias ocasiones la Cámara del Agro y la desaparecida Unión Nacional Agropecuaria (UNAGRO) como representante de la Asociación Nacional de Ganaderos del Norte.

### Comunidades africanas

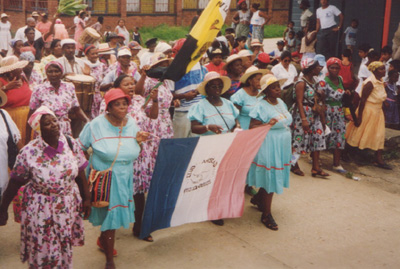
Desfile de garífunas el día de San Isidro, en Livingston (Guatemala).

La población negra ha estado presente desde el periodo colonial de la Nueva España, fue la migración forzada desde miles de esclavos africanos hacia las colonias españolas en América, actualmente algunas comunidades en el Departamento de Izabal se integran a los afrodescedientes de Belice, Honduras e islas antillanas.
Los garífuna hablan inglés, español, y garífuna, esta última una lengua de la familia arawak que hablaron los esclavos traídos de África. Los garífuna de Guatemala y Honduras hablan garífuna y español, a diferencia de otras comunidades afrodescendientes del continente, esta comunidad cuenta con lengua propia.

## Comunidades americanas en elsigloXXI

### Comunidad salvadoreña
En el siglo xxi la mayor comunidad de inmigrantes en Guatemala, procede de El Salvador. Se estiman actualmente unos treinta mil ciudadanos salvadoreños residiendo en Guatemala, de los cuales algunos viven en condiciones de precarias y probablemente de ilegalidad.

### Comunidad mexicana

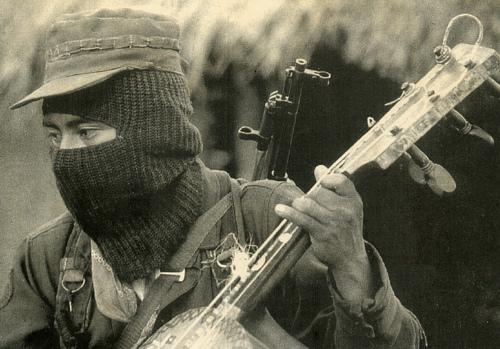
Insurgentes zapatistas inmigraron a Guatemala tras el fracaso de dicho movimiento armado suscitado en el estado de Chiapas a mediados de la década de 1990

Una de las mayores comunidades extranjeras en Guatemala es la de los mexicanos.

#### Refugiados de guerra

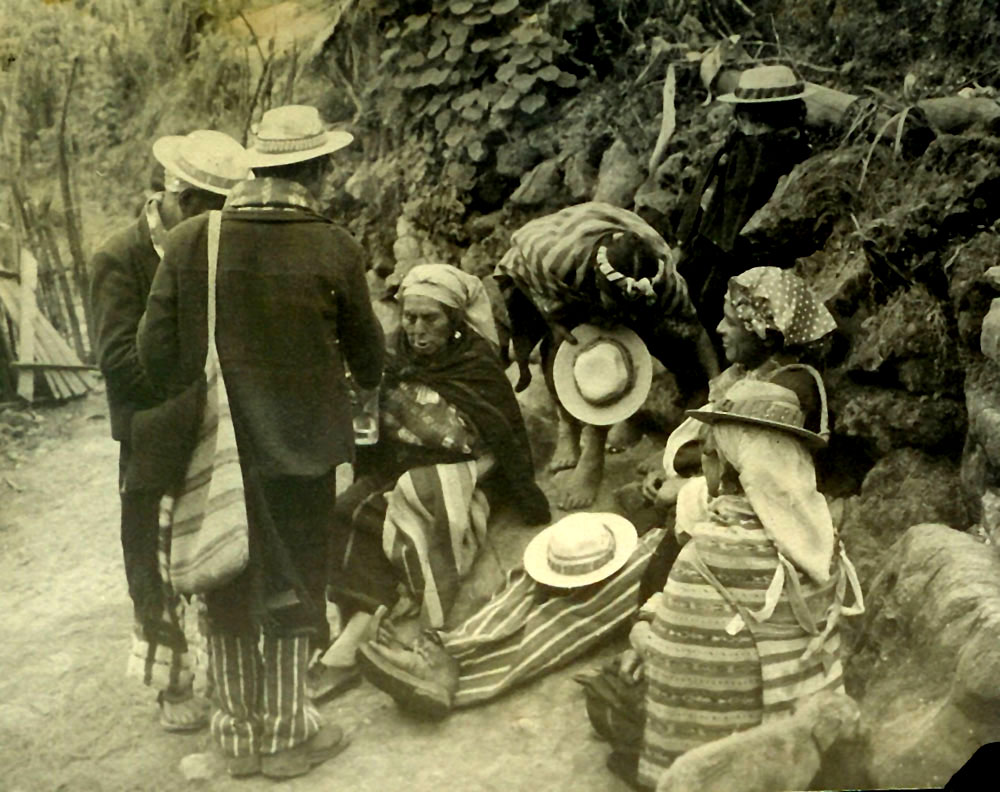
Miles de indígenas y campesinos guatemaltecos huyeron hacia los campamentos de Chiapas, Tabasco y Campeche durante la Guerra Civil de Guatemala.

En el siglo xx inició la historia migratoria entre estos dos países vecinos. Al principio los guatemaltecos no tenían intención de cruzar a México ni de residir en el país, y durante los primeros años de ese siglo había una lucha diplomática constante por determinar una frontera bien definida, así como el reclamo del territorio de Chiapas. Incluso, aprovechando la Revolución mexicana que acabó con el régimen del general Porfirio Díaz, el presidente guatemalteco Manuel Estrada Cabrera intentó sobornar a un general revolucionario para dirigir una contrarrevolución que independizara el sur de México y formará una nueva república: La República Suroriental, aunque el plan de Estrada Cabrera fracasó cuando Victoriano Huerta llegó al poder.
Fue hasta en la década de 1980 que la guerra civil que se estaba desarrollando en Guatemala desde 1960 desestabilizó y convulsionó a toda la nación, especialmente a las poblaciones que se encontraban -sin saberlo- en la región petrolera de Ixcán en el departamento de El Quiché. La política de tierra arrasada que utilizó el gobierno guatemalteco entre 1981 y 1983, mayoritariamente en la Franja Transversal del Norte de ese país, hizo que miles de ciudadanos guatemaltecos residentes en esas áreas buscaran asilo político en otros países. En 1976 llegaron los primeros refugiados indígenas y campesinos a suelo mexicano, y se establecieron en campamentos cercanos a los linderos fronterizos con Guatemala, otros guatemaltecos prefirieron internarse en el país llegando así a ciudades como Villahermosa, Campeche, Oaxaca, Veracruz y Ciudad de México. Los refugiados se establecieron en los campamentos por más de quince años, sobre los bordes de los estados fronterizos con Guatemala y Belice. En esos campmentos nacieron muchos niños mexicanos con padres guatemaltecos, lo que les dio la posibilidad de ser atendidos por programas del gobierno mexicano.

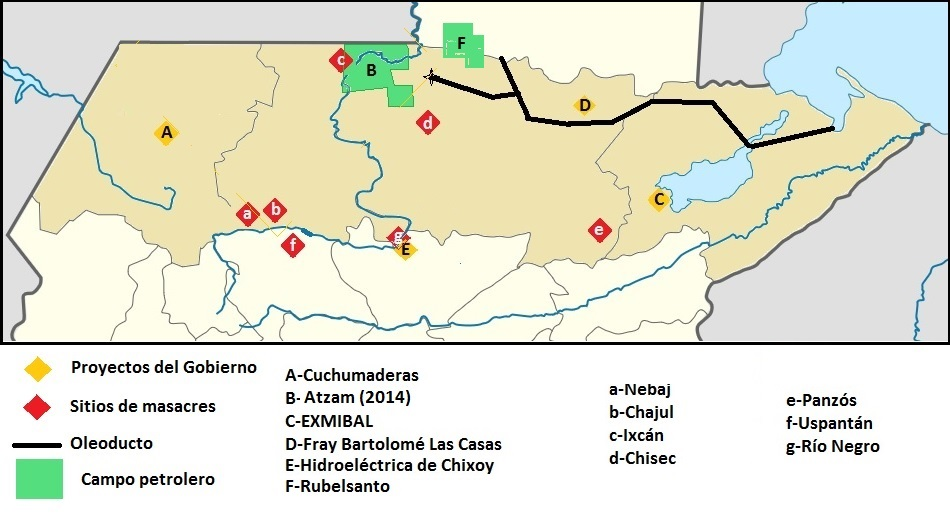
Mapa que muestra la ubicación de los más importantes proyectos que el gobierno guatemalteco estaba ejecutando en la Franja Transversal del Norte, y los lugares en donde ocurrieron masacres en la misma región. Al noroeste, esta región tiene una extensa frontera con México, la que fue aprovecha por miles de campesinos para huir a ese país norteamericano.

El 75% de los refugiados guatemaltecos regresaron a su país en el año de 1998, pero el resto de los que se quedaron en México fueron naturalizados mexicanos y además sus lenguas indígenas fueron declaradas oficialmente lenguas nacionales de México en el 2006. Dentro de este fenómeno migratorio, surgió una numerosa comunidad de mexicanos cuyos padres eran refugiados de guerra, de los cuales gozan de una doble ciudadanía que les permite estudiar, trabajar, vender y residir tanto en México como en Guatemala; sin embargo, llevó varios años de diálogo entre ambas naciones para que las autoridades guatemaltecas y mexicanas dieran la doble nacionalidad a dichos hijos nacidos en los campamentos de refugiados de guerra.
Terminada la guerra civil en 1996, Guatemala se enfrentó a muchos problemas sociales para lograr estabilizar a la nación, la falta de empleos y oportunidades de desarrollo económico de las comunidades, generó una segunda ola migratoria de los guatemaltecos que emigró hacia territorio mexicano, pero en este caso fueron los más jóvenes los empezaron a emigrar hacia México. Las ciudades mexicanas fronterizas tanto del sur como del norte de México comenzaron a tener una importante presencia guatemalteca y centroamericana.
Casi al mismo tiempo que terminó la Guerra Civil de Guatemala, se produjo la poco conocida inmigración de chiapanecos simpatizantes de Ejército Zapatista de Liberación Nacional -EZLN-, que emigraron a Guatemala a causa de persecuciones y amenazas por el gobierno de México tras el fracaso del movimiento zapatista en 1995. Se repitió así la historia de los refugiados pero en esta ocasión a la inversa, de México hacia Guatemala.

### sigloXXI
La nueva comunidad mexicana residente en Guatemala está conformada por personas con poder adquisitivo alto (principalmente en grandes ciudades del país), esto se debe porque en la década de los 90 a la fecha comenzó a manifestarse un fenómeno migratorio de mexicanos hacia el país vecino por cuestiones empresariales o laborales que fueron traídos por importantes grupos empresariales mexicanos que se instalaron en este país como Bimbo, Gruma, Elektra, Banco Azteca, Organización Soriana, Jumex, Coca Cola FEMSA, Sanborns entre otras. Las empresas mexicanas han encontrado un desarrollo importante entre los consumidores guatemaltecos.

## Principales comunidades extranjeras de Guatemala

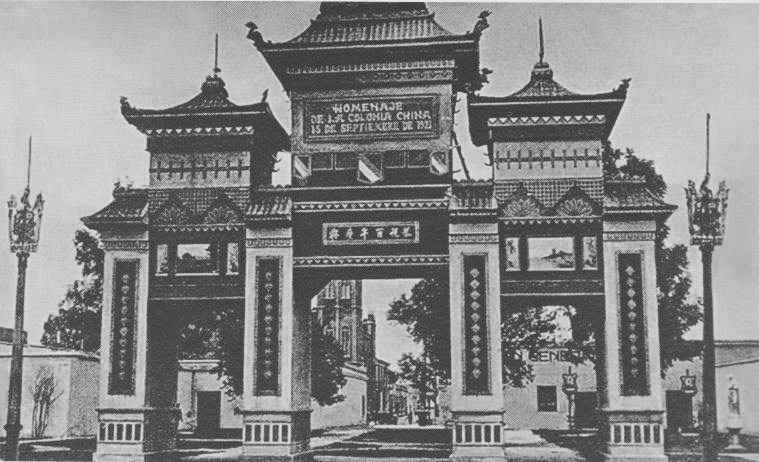
Arco ceremonial construido por la colonia china en Guatemala para el centenario de la independencia en 1921. Se encontraba donde luego se construyó el pórtico principal del Palacio Nacional.

Según estudio de 2019 80.421 de la población residente en Guatemala han nacido fuera de Guatemala, lo que representa el 0,47% de la población total residente en el país. Siendo en su mayoría de países limítrofes y de Estados Unidos así como otros países de América.
| 1                       | El Salvador    | 19.704 |
| 2                       | México         | 18.003 |
| 3                       | Estados Unidos | 8.871  |
| 4                       | Nicaragua      | 8.787  |
| 5                       | Honduras       | 8.608  |
| 6                       | Corea del Sur  | 1.833  |
| 7                       | España         | 1.354  |
| 8                       | Costa Rica     | 1.192  |
| 9                       | Colombia       | 1.186  |
| TOTAL                   | TOTAL          | 80.421 |
| Fuente: Datosmacro 2019 |                |        |